# Clydonodozus interruptus
Clydonodozus interruptus är en tvåvingeart som beskrevs av Alexander 1920. Clydonodozus interruptus ingår i släktet Clydonodozus och familjen småharkrankar.
Artens utbredningsområde är Uganda. Inga underarter finns listade i Catalogue of Life.